# Guess Who's Coming to Dinner
Guess Who's Coming to Dinner (oprindeligt distribueret i Danmark under titlen Gæt hvem der kommer til middag) er en amerikansk romantisk komediefilm fra 1967 produceret og instrueret af Stanley Kramer efter manuskript skrevet af William Rose. Filmens hovedroller spilles af Spencer Tracy, Sidney Poitier og Katharine Hepburn, hvis niece, Katharine Houghton, også medvirker i filmen.
Filmen var en af de første, der skildrede etnisk blandet ægteskab/kærlighedsforhold i et positivt lys. Etnisk blandede ægteskaber havde historisk været ulovligt i mange stater i USA. Det havde i 17 stater været ulovligt helt frem til den 12. juni 1967, seks måneder før filmens premiere.
Det var niende (og sidste) gang, at Spencer Tracy og Katharine Hepburn optådte sammen på film. Tracy var alvorlig syg under optagelserne, men insisterede på at fortsætte. Optagelserne af hans rolle blev afsluttet kun 17 dage før hans død i juni 1967. Filmen fik premiere i december 1967, seks måneder efter Tracys død.
Ved Oscaruddelingen i 1968 blev filmen nomineret til 10 Oscars, hvoraf den vandt to, bedste kvindelige hovedrolle (Katharine Hepburn) og bedste manuskript (William Rose). I 2017, da filmen havde 50 års jubilæum, blev den udvalgt til opbevaring i USA's National Film Registry under Library of Congress som værende "kulturelt, historisk eller æstetisk betydningsfuld".

## Medvirkende i udvalg
- Spencer Tracy som Matt Drayton
- Sidney Poitier som Dr. John Wade Prentice
- Katharine Hepburn som Christina Drayton
- Katharine Houghton som Joanna "Joey" Drayton
- Cecil Kellaway som Monsignor Mike Ryan
- Beah Richards som Mrs. Mary Prentice
- Roy E. Glenn Sr. som Mr. John Prentice Sr.
- Isabel Sanford som Matilda "Tillie" Binx
- Virginia Christine som Hilary St. George
- Alexandra Hay som Carhop
- Barbara Randolph som Dorothy
- D'Urville Martin som Frankie
- Jacqueline Fontaine som singer in Japanese cocktail lounge (uncredited)[5]

## References
1. ↑  Omtale på viaplay under originaltitel
2. ↑  "Guess Who's Coming to Dinner (1967)". IMDb. 12. december 1967. Arkiveret fra originalen 16. juni 2018. Hentet 28. juni 2018.
3. ↑  "2017 National Film Registry Is More Than a 'Field of Dreams'". Library of Congress. Arkiveret fra originalen 13. december 2017. Hentet 13. december 2017.
4. ↑  "Complete National Film Registry Listing". Library of Congress. Arkiveret fra originalen 5. marts 2016. Hentet 2020-10-13.
5. ↑  Roitz, Janet. ""The Glory Of Love" Guess Who's Coming To Dinner 1967; A look at Jacqueline Fontaine". Fabulous Film Songs. Arkiveret fra originalen 17. januar 2021. Hentet 19. december 2020.